# Derby Pomorza na żużlu
Derby Pomorza (także: Derby Pomorza i Kujaw) – spotkania drużyn żużlowych: Polonii Bydgoszcz i Apatora Toruń.
Derbami nazywane są również spotkania:
- Polonii Bydgoszcz i GKM-u Grudziądz[2],
- Apatora Toruń i GKM-u Grudziądz[3],
- GKM-u Grudziądz i Wybrzeża Gdańsk[4].

## Toruń – Bydgoszcz

### Rys historyczny
Pierwsze oficjalne zawody pomiędzy drużynami z Pomorza miały miejsce w sezonie 1973. Dla obydwu drużyn był to rok szczególny. Polonii przyszło walczyć o utrzymanie się w lidze w barażach. Pretendentem do zajęcia miejsca w lidze po drużynie z Bydgoszczy miała być toruńska Stal. Drużynę bydgoską reprezentowali m.in.: Henryk Glücklich, Stanisław Kasa, Marian Zaranek. Drużyna toruńska to m.in.: Jan Ząbik, Roman Kościecha i Janusz Plewiński. Pierwszy pojedynek odbył się 7 października 1973 roku w grodzie Kopernika. Zwycięsko z niego wyszli miejscowi pokonując bydgoszczan 44:34. Dziesięciopunktowa zaliczka nie stawiała torunian w roli faworytów przed rewanżem. Rewanż odbył się tydzień później na stadionie bydgoskiej Polonii. Podczas zawodów doszło do niecodziennej sytuacji. Po wygranych wszystkich 5 biegach przez Polonię żużlowcy z Torunia odmówili startu w kolejnych biegach. Przemaszerowali demonstracyjnie przed trybunami i udali się do szatni. Pomimo kilkakrotnych wezwań arbitra torunianie nie pojawili się w kolejnych biegach. Sędzia chcąc żeby mecz został zaliczony, puścił jeszcze trzy wyścigi, w których pojechali tylko bydgoszczanie. Następnie przy stanie 39:6 przerwał spotkanie. Wynik został zweryfikowany jako walkower, a Roman Kościecha i Bogdan Krzyżaniak, którzy jako pierwsi odmówili wyjechania na tor, zostali zawieszeni na pół roku.
Następne spotkania między drużynami z Pomorza odbyły się 1975 roku. I znowu przyszło bydgoszczanom walczyć o utrzymanie się w lidze z tym samym rywalem co 2 lata temu. Najpierw odbył się mecz w Bydgoszczy. 5 października Polonia pokonała Stal 50:28 (różnicą 22 punktów). W zawodach tych wypadkowi uległ Stanisław Kasa. Skomplikowane złamanie nogi na zawsze wyeliminowało go ze sportu. W rewanżu drużyna z Torunia wygrała spotkanie u siebie 46:32 (różnicą 14 punktów). Po dwóch tygodniach od baraży GKSŻ podjęta decyzja o zwiększeniu ilości drużyn występujących w pierwszej lidze rozgrywek z 8 do 10. Od 1976 roku co roku dochodzi do spotkań w najwyższej klasie rozgrywek między drużynami z Bydgoszczy i Torunia.
Pierwsze derbowe spotkanie w pierwszej lidze między drużynami zza miedzy odbyło się 11 lipca 1976 roku w Toruniu. Historyczne zwycięstwo odnieśli gospodarze z wynikiem 50:45. Do sukcesu w znacznej mierze przyczynili się: Jerzy Kniaź, Janusz Plewiński, Kazimierz Araszewicz i Jan Ząbik. Do rewanżu doszło w ostatniej kolejce ligowej 14 listopada w mieście nad Brdą. Polonia okazała się zbyt wymagającym przeciwnikiem dla Stali i zwyciężyła 64:32.
W latach 1977–1978 oba zespoły odnosiły zwycięstwa na własnym stadionie.
Pierwsze zwycięstwo na torze rywala odnotowali żużlowcy z Torunia. Miało to miejsce w 1979 roku. Spotkanie zakończyło się wynikiem 43:63 dla Apatora (od 1979 roku drużyna z Torunia nosi nazwę Apator). W tym samym sezonie Apator zwyciężył w Toruniu z wynikiem 55:53. Na wygranie dwóch spotkań w sezonie Polonia musiała jeszcze długo poczekać (aż do 1986 roku).
W kolejnym sezonie sztuka pokonania rywala na jego własnym torze ponownie udaje się drużynie z Torunia. Po zakończeniu sezonu 1980 bilans spotkań między zespołami prezentował się następująco: 3 zwycięstwa Polonii i 7 zwycięstw Apatora. Ten korzystny stosunek spotkań dla Torunia utrzymuje się do dziś.
W pierwszej połowa lat 80. drużyna bydgoska na 10 rozegranych spotkań wygrała 3 spotkania. Po sezonie 1985 bilans spotkań wyniósł: 6 zwycięstw Polonii i 14 zwycięstw Apatora.
Na uwagę zasługują wydarzenia z 1986 roku. Drużyna z Torunia zdobyła tytuł Drużynowego Mistrza Polski, ale poniosła w sezonie dwie porażki z bydgoszczanami. 1 maja 1986 roku na stadionie toruńskim Polonia Bydgoszcz odnosi swoje pierwsze historyczne zwycięstwo w Toruniu. Spotkanie kończy się skromnym zwycięstwem przyjezdnych 46:44. Do zwycięstwa przyczynili się: Bolesław Proch, Marek Ziarnik i Ryszard Dołomisiewicz. W drużynie gospodarzy najlepszym zawodnikiem był Wojciech Żabiałowicz. W Bydgoszczy rewanż został rozegrany 6 sierpnia. Gospodarze pokonali gości 48:42. Niepokonanym zawodnikiem spotkania okazał się Wojciech Żabiałowicz. Drużyny z Pomorza zajęły dwa pierwsze miejsca w lidze. Apator pierwsze, Polonia drugie.
Kolejne dwa sezony przynoszą sprawiedliwy podział punktów między drużynami. Gospodarze wygrywają na własnym torze.
W 1989 roku dochodzi do pierwszego remisu. 21 lipca na torze bydgoskim drużynie gospodarzy nie udaje się odnieść zwycięstwa. Dzięki wyśmienitej postawie zawodników z Torunia: Wojciecha Żabiałowicza (14 pkt.) i Eugeniusza Miastkowskiego (14 pkt.) zostaje dokonany podział punktów między drużynami z Bydgoszczy i Torunia. Jak do tej pory był to jedyny remis między drużynami.
W 1990 roku zostały rozegrane 4 spotkania. Dwa w rundzie zasadniczej i kolejne dwa w rundzie finałowej. W pierwszym etapie rozgrywek nastąpił podział punktów, a w rundzie finałowej dwukrotnie zwycięstwo odnieśli zawodnicy z Torunia. Reprezentantami bydgoszczan w tym czasie byli m.in.: Tomasz Gollob, Ryszard Dołomisiewicz, Jacek Gollob i Jacek Woźniak. Barw toruńskich bronili: Wojciech Żabiałowicz, Jacek Krzyżaniak, Mirosław Kowalik i Eugeniusz Miastkowski. Po sezonie 1990 Polonia miała na swoim koncie 11 zwycięstw a Apator 20 zwycięstw. Raz zawody zostały nierozstrzygnięte.
Od sezonu 1991 drużyny mogły zawierać kontrakty z zagranicznymi jeźdźcami. Drużynę znad Brdy reprezentował m.in. Tony Rickardsson, a w grodzie Kopernika ścigał się Per Jonsson. W sezonie tym punkty meczowe zostały u gospodarzy.
11 czerwca 1992 roku Polonii udało się odnieść drugie zwycięstwo na toruńskim torze. Dzięki wspaniałej jeździe obcokrajowców Sam Ermolenko i Andy Smith oraz lidera bydgoskiej Polonii Tomasza Golloba (łącznie zdobyli 40 pkt.) zespół przyjezdny wygrał 45:44. Na własnym torze bydgoszczanie 26 lipca wygrali 52:37. Po długiej przerwie bydgoszczanie zdobyli kolejny tytuł Drużynowego Mistrza Polski. Apator zajął trzecie miejsce.
Sezon 1993 nie przyniósł żadnych zaskakujących wyników. Drużyny odniosły zwycięstwa na własnym torze.
Rok 1994 obfitował w wielkie emocje. Zespół bydgoski był nieobliczalny. Trzon zespołu stanowili: bracia Gollobowie i Sam Ermolenko. Drużyna do ostatniej kolejki broniła się przed spadkiem, ale potrafiła wygrać nawet we Wrocławiu z późniejszym zdobywcą Drużynowego Mistrzostwa Polski. Z Apatorem Bydgoszczanom przyszło zmierzyć się najpierw 2 czerwca w Toruniu. Ponieśli tam minimalną porażkę (43:47). Rewanż został rozegrany w Bydgoszczy 26 czerwca. Zespół z Torunia odniósł kolejne zwycięstwo nad Polonią na wyjeździe (46:44 dla Apatora). W zawodach tych doszło do tragicznego wypadku. W wyniku kolizji między zawodnikami: Waldemarem Cieślewiczem a Perem Jonssonem ten drugi już nigdy nie wrócił na żużlowe tory.
W 1996 roku zespół toruński kolejny raz odniósł 2-krotnie zwycięstwo nad bydgoszczanami. Zespół toruński reprezentowali m.in.: Jacek Krzyżaniak, Tomasz Bajerski, Mirosław Kowalik i Ryan Sullivan. Zespół bydgoski to przede wszystkim bracia Gollobowie i Henka Gustafsson.
W sezonie 1997 doszło do czterech spotkań. Dwa w rundzie zasadniczej oraz dwa w półfinale. Zespół z Bydgoszczy przed sezonem wzmocniony został o Piotra Protasiewicza.
Pierwsze spotkanie rozegrane 11 maja w Toruniu zakończyło się zwycięstwem gospodarzy (48:42 dla Apatora). W rewanżu 29 czerwca w Bydgoszczy miejscowa Polonia wygrała 47:43. W półfinale bydgoszczanie nie dali szans zawodnikom z Torunia. Oba spotkania rozstrzygnęli na swoją korzyść: w Toruniu 47:43 i w Bydgoszczy aż 64:26. W sezonie tym Polonia zdobyła Drużynowe Mistrzostwo Polski, a Apator został sklasyfikowany na czwartej pozycji.
W roku 1998 w dwumeczu derbowym padł remis. W pierwszym spotkaniu na bydgoskim torze, prowadzona przez nie pokonanego (17 punktów plus bonus) Tomasza Golloba Polonia wygrała 49:41. W rewanżowym, jubileuszowym 50. starciu obu drużyn lepsi okazali się gospodarze w Torunia wygrywając 49:41.
W sezonie 1999, po zaciętym spotkaniu w Toruniu, lepsi okazali się gospodarze wygrywając ostatecznie 47:42. W rewanżu, Poloniści nie dali jednak żadnych szans przeciwnikom, odnosząc zwycięstwo na własnym torze 57:33.
Rok 2000 przyniósł aż cztery spotkania derbowe. W rundzie zasadniczej bydgoszczanie najpierw pokonali u siebie zespół „aniołów” 48:42, by w rewanżu przegrać na torze w Toruniu 49:41. Kolejne dwa spotkania odbyły się w rundzie finałowej, tu górą była już Polonia (późniejszy zdobywca tytułu DMP) wygrywając dwukrotnie 50:40.
W sezonie 2001 torunianie wzmocnieni brązowym medalistą IMŚ Tony Rickardssonem i mistrzem świata juniorów Andreasem Jonssonem, zrewanżowali się rywalom zza miedzy, za wcześniejszy sezon i to Apator w czterech spotkaniach odniósł 3 zwycięstwa. W pierwszym spotkaniu na torze w Polonii, dopiero wyścigi nominowane zadecydowały o wygranej gości 47:43, bowiem wcześniej przez cały mecz prowadzili gospodarze. W kolejnych dwóch spotkaniach w grodzie Kopernika, miejscowi wygrywali pewnie 48:42 i 54:36. W przedostatnim meczu sezonu, Polonia w składzie z mistrzem świata Markiem Loramem, po ciężkim boju na własnym torze pokonała późniejszego drużynowego mistrza Polski z Torunia 47:43.
W 2002 roku, oba mecze derbowe padły łupem „gryfów”. Bydgoszczanie prowadzeni przez braci Tomasza i Jacka Gollobów, Piotra Protasiewicza i Marka Lorama odnieśli w Toruniu przekonujące zwycięstwo 49:41, by w rewanżu na własnym torze (tym razem z w składzie z Toddem Wiltshirem, zastępującym Lorama) potwierdzić klasę wygrywając 52:38. W obu spotkaniach znaczny wkład w zwycięstwo mieli również juniorzy Michał Robacki, Łukasz Stanisławski i Robert Umiński.
Do sezonu 2003, toruński zespół przystąpił poważnie wzmocniony. Team „aniołów” zasilili wicemistrz świata Jason Crump, oraz pozyskany z szeregów derbowego rywala Piotr Protasiewicz. W składzie znajdowali się również IMŚ Tony Rickardsson i uczestnik Grand Prix – Tomasz Bajerski, a do kadry młodzieżowej dołączył Karol Ząbik. O sile Polonii stanowić mieli nadal bracia Gollobowie, Mark Loram, Todd Wiltshire, a także ex-torunianie; pozyskany z WTS Wrocław Jacek Krzyżaniak i legenda Apatora – Mirosław Kowalik. W pierwszym spotkaniu rundy zasadniczej, w grodzie Kopernika miejscowi nie pozostawili złudzeń deklasując Polonię 59:30. W rewanżu, bydgoszczanie wykorzystali atut własnego toru wygrywając 51:39. Runda finałowa, to już jednak jednostronne pojedynki przegrane przez startującą w krajowym zestawieniu Polonię 36:53 na własnym obiekcie i 51:39 w meczu wyjazdowym.
W 2004 roku, po odejściu z Bydgoszczy braci Gollobów, Lorama i Wiltshire’a, w pierwszym wyjazdowym pojedynku, bydgoska drużyna (Krzyżaniak, Fijałkowski, Robacki, Kowalik, Smith, Jędrzejewski, Klecha) stanowiła tylko tło dla zespołu Apatora, przegrywając 66:24. Było to najwyższe dotychczasowe zwycięstwo torunian w meczu derbowym. W rewanżowym pojedynku w Bydgoszczy, zapowiadało się na niespodziankę, gdyż prowadzeni przez pozyskanego przed sezonem Andreasa Jonssona, gospodarze długo prowadzili w meczu przeciwko faworyzowanym gościom, przegrywając dopiero w ostatnim wyścigu 2:4 i w całym meczu 44:46. W drużynie Apatora zabrakło Tony Rickardssona, który razem z Gollobami przeniósł się przed sezonem do zespołu beniaminka Unii Tarnów.
Rozgrywki 2005, Poloniści rozpoczęli z mocno zmienionym zestawieniu. Do drużyny wrócił z Torunia Piotr Protasiewicz, oraz dołączyli Robert Sawina i junior Krzysztof Buczkowski. Toruński zespół wzmocnił Andy Smith, startujący wcześniej w Polonii i Mariusz Puszakowski. W pierwszym spotkaniu torunianie m.in. dzięki dobrej jeździe młodego Karola Ząbika zwyciężyli na własnym torze 53:36. W rewanżu, gdy zabrakło kontuzjowanego bohatera pierwszego spotkania, zespół „aniołów” uległ Polonii 49:41.
Bohaterem 71 i 72 Derbów Pomorza w sezonie 2006, okazał się debiutujący w bydgoskiej drużynie Rosjanin Emil Sajfutdinow. W pierwszym spotkaniu na torze w Bydgoszczy, wygranym przez miejscowych 54:36, zawodnik pochodzący z Baszkirii zdobył 7 punktów, natomiast w rewanżu na toruńskim torze, dzięki jego znakomitej postawie i 9 pkt. Polonia zdołała odnieść pierwsze od 2002 roku wyjazdowe zwycięstwo na torze w Toruniu, pokonując Apatora (w składzie m.in. B.Pedersen, Iversen, Słaboń, Stachowiak) 45:44. Polonistom nie zaszkodziła nawet porażka 0:5 w ostatnim wyścigu, po wykluczeniu za przekroczenie limitu dwóch minut Jonssona i Protasiewicza (błędne kolory pokrowców na kaskach). W obu meczach, po stronie bydgoskiej wystąpił wychowanek Apatora Toruń – Robert Kościecha.
W kolejnym sezonie 2007, broniąca się przed spadkiem Polonia w składzie z nowymi zawodnikami Staszewskim, Okoniewskim i J.Davidssonem, nie sprostała w Toruniu drużynie Unibaxu (w składzie W.Jaguś, A.Dryml, Zagar, Miedziński, Sullivan, Marcinkowski, Ząbik) przegrywając 60:32. Rewanżowy mecz w Bydgoszczy rozpoczął się bardzo dobrze dla miejscowych. Gdy wydawało się, że goście zaczną odrabiać straty, w 5. wyścigu doszło do dramatycznie wyglądającego wypadku z udziałem torunian Adriana Miedzińskiego i Karola Ząbika, oraz Krystiana Klechy. Dwaj pierwsi jadąc z dużą prędkością uderzyli w pneumatyczną bandę, a następnie wypadli poza tor, niszcząc kilka jej elementów. Na szczęście kraksa zakończyła się jedynie stłuczeniami i jedną skręconą kostką. Obaj zawodnicy z Torunia nie wrócili już tego dnia na tor. Osłabiony zespół Jana Ząbika nie był w stanie podjąć rywalizacji z dobrze dysponowaną tego dnia drużyną Polonii. Spotkanie zakończyło się zwycięstwem bydgoszczan 58:35. Na podkreślenie zasługuje wyczyn Ryana Sullivana, który w 5 swoich biegach zdobył komplet 15 punktów, a w szóstym, w którym, jako joker, zastępował Miedzińskiego, również był pierwszy zdobywając dodatkowe 6 punktów. Dzięki 21 oczkom Australijczyka punkt bonusowy został w Toruniu.
W 2009 roku w rundzie zasadniczej odbyły się dwa mecze Derbów Pomorza. W obu pojedynkach Unibax Toruń pokonał Polonię Bydgoszcz. Dodatkowo klub z Torunia zajął pierwsze miejsce w tabeli, a Bydgoszcz skończyła pierwszą część sezonu na miejscu szóstym. Fakt ten sprawił, że obie drużyny spotkały się również w ćwierćfinałach DMP. W pierwszym meczu, w Bydgoszczy, padł remis. W rewanżu górą byli torunianie, jednak dzięki korzystnemu rezultatowi na innych torach obie drużyny awansowały do półfinałów.
W sezonie 2010, zaplanowano dwa spotkania z serii Derbów Pomorza. W pierwszym spotkaniu, rozgrywanym w Bydgoszczy, wysoko zwyciężyli gospodarze. W rewanżu zwycięstwo odnieśli żużlowcy Unibaxu.

### Bilans spotkań
- Spotkania: 90
- Zwycięstwa Apatora Toruń: 52
- Zwycięstwa Polonii Bydgoszcz: 36
- Remisy: 2

### Wyniki spotkań
| Lp. | Data                 | Gospodarz                        | Wynik | Gość                             | Uwagi      |
| --- | -------------------- | -------------------------------- | ----- | -------------------------------- | ---------- |
| 1   | 7 października 1973  | Stal Toruń                       | 44:34 | Polonia Bydgoszcz                | Baraże     |
| 2   | 14 października 1973 | Polonia Bydgoszcz                | 39:6  | Stal Toruń                       | Baraże     |
| 3   | 5 października 1975  | Polonia Bydgoszcz                | 50:28 | Stal Toruń                       | Baraże     |
| 4   | 12 października 1975 | Stal Toruń                       | 46:32 | Polonia Bydgoszcz                | Baraże     |
| 5   | 11 lipca 1976        | Stal Toruń                       | 50:45 | Polonia Bydgoszcz                | I liga     |
| 6   | 14 października 1976 | Polonia Bydgoszcz                | 64:32 | Stal Toruń                       | I liga     |
| 7   | 19 czerwca 1977      | Stal Toruń                       | 51:45 | Polonia Bydgoszcz                | I liga     |
| 8   | 25 września 1977     | Polonia Bydgoszcz                | 62:33 | Stal Toruń                       | I liga     |
| 9   | 9 lipca 1978         | Stal Toruń                       | 57:50 | Polonia Bydgoszcz                | I liga     |
| 10  | 1 października 1978  | Polonia Bydgoszcz                | 61:47 | Stal Toruń                       | I liga     |
| 11  | 27 maja 1979         | Stal Toruń                       | 55:53 | Polonia Bydgoszcz                | I liga     |
| 12  | 23 września 1979     | Polonia Bydgoszcz                | 43:63 | Stal Toruń                       | I liga     |
| 13  | 30 marca 1980        | Polonia Bydgoszcz                | 47:61 | Stal Toruń                       | I liga     |
| 14  | 20 lipca 1980        | Apator Toruń                     | 66:42 | Polonia Bydgoszcz                | I liga     |
| 15  | 27 czerwca 1981      | Polonia Bydgoszcz                | 56:34 | Apator Toruń                     | I liga     |
| 16  | 11 października 1981 | Apator Toruń                     | 42:24 | Polonia Bydgoszcz                | I liga     |
| 17  | 18 kwietnia 1982     | Apator Toruń                     | 45:42 | Polonia Bydgoszcz                | I liga     |
| 18  | 8 sierpnia 1982      | Polonia Bydgoszcz                | 44:46 | Apator Toruń                     | I liga     |
| 19  | 19 czerwca 1983      | Apator Toruń                     | 50:40 | Polonia Bydgoszcz                | I liga     |
| 20  | 18 września 1983     | Polonia Bydgoszcz                | 41:49 | Apator Toruń                     | I liga     |
| 21  | 13 maja 1984         | Polonia Bydgoszcz                | 46:44 | Apator Toruń                     | I liga     |
| 22  | 9 września 1984      | Apator Toruń                     | 60:30 | Polonia Bydgoszcz                | I liga     |
| 23  | 8 kwietnia 1985      | Polonia Bydgoszcz                | 56:34 | Apator Toruń                     | I liga     |
| 24  | 31 lipca 1985        | Apator Toruń                     | 51:39 | Polonia Bydgoszcz                | I liga     |
| 25  | 1 maja 1986          | Apator Toruń                     | 44:46 | Polonia Bydgoszcz                | I liga     |
| 26  | 10 sierpnia 1986     | Polonia Bydgoszcz                | 48:42 | Apator Toruń                     | I liga     |
| 27  | 9 czerwca 1987       | Polonia Bydgoszcz                | 52:38 | Apator Toruń                     | I liga     |
| 28  | 27 września 1987     | Apator Toruń                     | 52:37 | Polonia Bydgoszcz                | I liga     |
| 29  | 4 kwietnia 1988      | Polonia Bydgoszcz                | 58:32 | Apator Toruń                     | I liga     |
| 30  | 17 lipca 1988        | Apator Toruń                     | 49:40 | Polonia Bydgoszcz                | I liga     |
| 31  | 27 marca 1989        | Apator Toruń                     | 53:37 | Polonia Bydgoszcz                | I liga     |
| 32  | 21 lipca 1989        | Polonia Bydgoszcz                | 45:45 | Apator Toruń                     | I liga     |
| 33  | 8 kwietnia 1990      | Apator Toruń                     | 56:34 | Polonia Bydgoszcz                | I liga     |
| 34  | 20 lipca 1990        | Polonia Bydgoszcz                | 59:31 | Apator Toruń                     | I liga     |
| 35  | 26 sierpnia 1990     | Polonia Bydgoszcz                | 44:45 | Apator Toruń                     | I liga     |
| 36  | 23 września 1990     | Apator Toruń                     | 51:39 | Polonia Bydgoszcz                | I liga     |
| 37  | 21 kwietnia 1991     | Apator Toruń                     | 51:37 | Polonia Bydgoszcz                | I liga     |
| 38  | 25 sierpnia 1991     | Polonia Bydgoszcz                | 46:44 | Apator Toruń                     | I liga     |
| 39  | 11 czerwca 1992      | Apator Toruń                     | 44:45 | Polonia Bydgoszcz                | I liga     |
| 40  | 26 lipca 1992        | Polonia Bydgoszcz                | 52:37 | Apator Toruń                     | I liga     |
| 41  | 3 maja 1993          | Apator Toruń                     | 49:41 | Polonia Bydgoszcz                | I liga     |
| 42  | 5 września 1993      | Polonia Jutrzenka Bydgoszcz      | 46:44 | Apator Elektrim Toruń            | I liga     |
| 43  | 2 czerwca 1994       | Apator Elektrim Toruń            | 47:43 | Polonia Jutrzenka Bydgoszcz      | I liga     |
| 44  | 26 czerwca 1994      | Polonia Jutrzenka Bydgoszcz      | 44:46 | Apator Elektrim Toruń            | I liga     |
| 45  | 9 kwietnia 1995      | Apator Elektrim Toruń            | 48:42 | Polonia Jutrzenka Bydgoszcz      | I liga     |
| 46  | 10 września 1995     | Polonia Jutrzenka Bydgoszcz      | 50:40 | Apator Elektrim Toruń            | I liga     |
| 47  | 14 kwietnia 1996     | Apator Elektrim Toruń            | 52:38 | Polonia Jutrzenka Bydgoszcz      | I liga     |
| 48  | 18 sierpnia 1996     | Polonia Jutrzenka Bydgoszcz      | 44:46 | Apator DGG Toruń                 | I liga     |
| 49  | 11 maja 1997         | Apator DGG Toruń                 | 48:42 | Jutrzenka Polonia Bydgoszcz      | I liga     |
| 50  | 29 czerwca 1997      | Jutrzenka Polonia Bydgoszcz      | 48:41 | Apator DGG Toruń                 | I liga     |
| 51  | 21 września 1997     | Apator DGG Toruń                 | 43:47 | Jutrzenka Polonia Bydgoszcz      | I liga     |
| 52  | 28 września 1997     | Jutrzenka Polonia Bydgoszcz      | 64:26 | Apator DGG Toruń                 | I liga     |
| 53  | 26 kwietnia 1998     | Jutrzenka Polonia Bydgoszcz      | 49:41 | Apator DGG Toruń                 | I liga     |
| 54  | 9 sierpnia 1998      | Apator DGG Toruń                 | 49:41 | Jutrzenka Polonia Bydgoszcz      | I liga     |
| 55  | 3 maja 1999          | Apator Netia Toruń               | 47:42 | Jutrzenka Polonia Bydgoszcz      | I liga     |
| 56  | 18 lipca 1999        | Jutrzenka Polonia Bydgoszcz      | 57:33 | Apator Netia Toruń               | I liga     |
| 57  | 24 kwietnia 2000     | Polonia Bydgoszcz                | 48:42 | Apator Netia Toruń               | Ekstraliga |
| 58  | 25 czerwca 2000      | Apator Netia Toruń               | 49:41 | Polonia Bydgoszcz                | Ekstraliga |
| 59  | 3 września 2000      | Polonia Bydgoszcz                | 50:40 | Apator Netia Toruń               | Ekstraliga |
| 60  | 10 września 2000     | Apator Netia Toruń               | 40:50 | Polonia Bydgoszcz                | Ekstraliga |
| 61  | 13 maja 2001         | Bractwo Polonia Bydgoszcz        | 43:47 | Apator Adriana Toruń             | Ekstraliga |
| 62  | 14 czerwca 2001      | Apator Adriana Toruń             | 48:42 | Bractwo Polonia Bydgoszcz        | Ekstraliga |
| 63  | 19 sierpnia 2001     | Apator Adriana Toruń             | 54:36 | Bractwo Polonia Bydgoszcz        | Ekstraliga |
| 64  | 23 września 2001     | Polonia Bydgoszcz                | 47:43 | Apator Adriana Toruń             | Ekstraliga |
| 65  | 21 kwietnia 2002     | Apator Adriana Toruń             | 41:49 | Point-S Polonia Bydgoszcz        | Ekstraliga |
| 66  | 30 czerwca 2002      | Point-S Polonia Bydgoszcz        | 52:38 | Apator Adriana Toruń             | Ekstraliga |
| 67  | 13 kwietnia 2003     | Apator Adriana Toruń             | 59:30 | Plusssz Polonia Bydgoszcz        | Ekstraliga |
| 68  | 13 lipca 2003        | Plusssz Polonia Bydgoszcz        | 51:39 | Apator Adriana Toruń             | Ekstraliga |
| 69  | 10 sierpnia 2003     | Plusssz Polonia Bydgoszcz        | 36:53 | Apator Adriana Toruń             | Ekstraliga |
| 70  | 14 września 2003     | Apator Adriana Toruń             | 51:39 | Plusssz Polonia Bydgoszcz        | Ekstraliga |
| 71  | 12 kwietnia 2004     | Apator Adriana Toruń             | 66:23 | Polonia Bydgoszcz                | Ekstraliga |
| 72  | 4 lipca 2004         | Budlex Polonia Bydgoszcz         | 44:46 | Apator Adriana Toruń             | Ekstraliga |
| 73  | 17 kwietnia 2005     | Apator Adriana Toruń             | 53:36 | Budlex Polonia Bydgoszcz         | Ekstraliga |
| 74  | 3 lipca 2005         | Budlex Polonia Bydgoszcz         | 49:41 | Apator Adriana Toruń             | Ekstraliga |
| 75  | 3 maja 2006          | Budlex Polonia Bydgoszcz         | 54:36 | Adriana Toruń                    | Ekstraliga |
| 76  | 18 czerwca 2006      | Adriana Toruń                    | 44:45 | Budlex Polonia Bydgoszcz         | Ekstraliga |
| 77  | 6 maja 2007          | Unibax Toruń                     | 60:32 | Polonia Bydgoszcz                | Ekstraliga |
| 78  | 10 czerwca 2007      | Polonia Bydgoszcz                | 58:34 | Unibax Toruń                     | Ekstraliga |
| 79  | 19 kwietnia 2009     | Polonia Bydgoszcz                | 39:51 | Unibax Toruń                     | Ekstraliga |
| 80  | 19 lipca 2009        | Unibax Toruń                     | 56:34 | Polonia Bydgoszcz                | Ekstraliga |
| 81  | 16 sierpnia 2009     | Polonia Bydgoszcz                | 45:45 | Unibax Toruń                     | Ekstraliga |
| 82  | 30 sierpnia 2009     | Unibax Toruń                     | 48:41 | Polonia Bydgoszcz                | Ekstraliga |
| 83  | 2 maja 2010          | Polonia Bydgoszcz                | 58:32 | Unibax Toruń                     | Ekstraliga |
| 84  | 4 lipca 2010         | Unibax Toruń                     | 51:39 | Polonia Bydgoszcz                | Ekstraliga |
| 85  | 13 maja 2012         | Unibax Toruń                     | 51:39 | Polonia Bydgoszcz                | Ekstraliga |
| 86  | 7 sierpnia 2012      | Polonia Bydgoszcz                | 49:41 | Unibax Toruń                     | Ekstraliga |
| 87  | 29 maja 2013         | składywęgla.pl Polonia Bydgoszcz | 37:53 | Unibax Toruń                     | Ekstraliga |
| 88  | 30 czerwca 2013      | Unibax Toruń                     | 57:33 | składywęgla.pl Polonia Bydgoszcz | Ekstraliga |
| 89  | 17 sierpnia 2020     | Abramczyk Polonia Bydgoszcz      | 35:55 | eWinner Apator Toruń             | I liga     |
| 90  | 23 sierpnia 2020     | eWinner Apator Toruń             | 54:36 | Abramczyk Polonia Bydgoszcz      | I liga     |

## Pozostała rywalizacja

### Bydgoszcz – Grudziądz
- Spotkania: 16
- Zwycięstwa Polonii Bydgoszcz: 13
- Zwycięstwa GKM-u Grudziądz: 2
- Remisy: 1

| Wyniki spotkań | Wyniki spotkań       | Wyniki spotkań                  | Wyniki spotkań | Wyniki spotkań                  | Wyniki spotkań             |
| Lp.            | Data                 | Gospodarz                       | Wynik          | Gość                            | Uwagi                      |
| -------------- | -------------------- | ------------------------------- | -------------- | ------------------------------- | -------------------------- |
| 1              | 16 października 1983 | GKM Grudziądz                   | 28:62          | Polonia Bydgoszcz               | Baraże                     |
| 2              | 23 października 1983 | Polonia Bydgoszcz               | 54:36          | GKM Grudziądz                   | Baraże                     |
| –              | 30 maja 1991         | GKM Grudziądz                   | 50:39          | Polonia II Bydgoszcz            | II liga; 2. zespół Polonii |
| –              | 18 sierpnia 1991     | Polonia II Bydgoszcz            | 60:30          | GKM Grudziądz                   | II liga; 2. zespół Polonii |
| 3              | 8 kwietnia 1996      | Polonia Jutrzenka Bydgoszcz     | 56:34          | GKM Browary Bydgoskie Grudziądz | I liga                     |
| 4              | 8 września 1996      | GKM Browary Bydgoskie Grudziądz | 50:40          | Polonia Jutrzenka Bydgoszcz     | I liga                     |
| 5              | 5 kwietnia 1998      | Kuntersztyn GKM Grudziądz       | 43:47          | Jutrzenka Polonia Bydgoszcz     | I liga                     |
| 6              | 14 września 1998     | Jutrzenka Polonia Bydgoszcz     | 59:31          | Kuntersztyn GKM Grudziądz       | I liga                     |
| 7              | 1 maja 1999          | Kuntersztyn Roleski Grudziądz   | 42:48          | Jutrzenka Polonia Bydgoszcz     | I liga                     |
| 8              | 8 sierpnia 1999      | Jutrzenka Polonia Bydgoszcz     | 56:33          | Kuntersztyn Roleski Grudziądz   | I liga                     |
| 9              | 1 maja 2008          | Polonia Bydgoszcz               | 59:34          | GTŻ Grudziądz                   | I liga                     |
| 10             | 20 lipca 2008        | GTŻ Grudziądz                   | 35:55          | Polonia Bydgoszcz               | I liga                     |
| 11             | 25 kwietnia 2011     | Polonia Bydgoszcz               | 56:34          | GTŻ Grudziądz                   | I liga                     |
| 12             | 3 lipca 2011         | GTŻ Grudziądz                   | 39:51          | Polonia Bydgoszcz               | I liga                     |
| 13             | 21 sierpnia 2011     | Polonia Bydgoszcz               | 67:23          | GTŻ Grudziądz                   | I liga                     |
| 14             | 11 września 2011     | GTŻ Grudziądz                   | 45:45          | Polonia Bydgoszcz               | I liga                     |
| 15             | 4 maja 2014          | GKM Grudziądz                   | 53:37          | Polonia Bydgoszcz               | I liga                     |
| 16             | 10 sierpnia 2014     | Polonia Bydgoszcz               | 48:42          | GKM Grudziądz                   | I liga                     |

### Toruń – Grudziądz
- Spotkania: 26
- Zwycięstwa Apatora Toruń: 15
- Zwycięstwa GKM-u Grudziądz: 10
- Remisy: 1

| Wyniki spotkań | Wyniki spotkań   | Wyniki spotkań                       | Wyniki spotkań | Wyniki spotkań                       | Wyniki spotkań |
| Lp.            | Data             | Gospodarz                            | Wynik          | Gość                                 | Uwagi          |
| -------------- | ---------------- | ------------------------------------ | -------------- | ------------------------------------ | -------------- |
| 1              | 28 kwietnia 1996 | Apator Elektrim Toruń                | 63:27          | GKM Browary Bydgoskie Grudziądz      | I liga         |
| 2              | 21 lipca 1996    | GKM Browary Bydgoskie Grudziądz      | 32:34          | Apator DGG Toruń                     | I liga         |
| 3              | 11 czerwca 1998  | Apator DGG Toruń                     | 42:48          | Kuntersztyn GKM Grudziądz            | I liga         |
| 4              | 12 lipca 1998    | Kuntersztyn GKM Grudziądz            | 48:41          | Apator DGG Toruń                     | I liga         |
| 5              | 16 maja 1999     | Kuntersztyn Roleski Grudziądz        | 46:44          | Apator Netia Toruń                   | I liga         |
| 6              | 27 czerwca 1999  | Apator Netia Toruń                   | 50:40          | Kuntersztyn Roleski Grudziądz        | I liga         |
| 7              | 31 maja 2015     | KS Toruń                             | 59:31          | MrGarden GKM Grudziądz               | Ekstraliga     |
| 8              | 26 lipca 2015    | MrGarden GKM Grudziądz               | 49:41          | KS Toruń                             | Ekstraliga     |
| 9              | 3 lipca 2016     | MrGarden GKM Grudziądz               | 51:39          | Get Well Toruń                       | Ekstraliga     |
| 10             | 21 sierpnia 2016 | Get Well Toruń                       | 59:31          | MrGarden GKM Grudziądz               | Ekstraliga     |
| 11             | 4 czerwca 2017   | MrGarden GKM Grudziądz               | 33:45          | Get Well Toruń                       | Ekstraliga     |
| 12             | 20 sierpnia 2017 | Get Well Toruń                       | 49:41          | MrGarden GKM Grudziądz               | Ekstraliga     |
| 13             | 29 kwietnia 2018 | Get Well Toruń                       | 51:39          | MrGarden GKM Grudziądz               | Ekstraliga     |
| 14             | 29 lipca 2018    | MrGarden GKM Grudziądz               | 49:41          | Get Well Toruń                       | Ekstraliga     |
| 15             | 16 czerwca 2019  | MrGarden GKM Grudziądz               | 55:35          | Get Well Toruń                       | Ekstraliga     |
| 16             | 28 czerwca 2019  | Get Well Toruń                       | 44:46          | MrGarden GKM Grudziądz               | Ekstraliga     |
| 17             | 30 kwietnia 2021 | eWinner Apator Toruń                 | 55:35          | ZOOleszcz DPV Logistic GKM Grudziądz | Ekstraliga     |
| 18             | 13 lipca 2021    | ZOOleszcz DPV Logistic GKM Grudziądz | 45:45          | eWinner Apator Toruń                 | Ekstraliga     |
| 19             | 8 maja 2022      | ZOOleszcz GKM Grudziądz              | 44:46          | For Nature Solutions Apator Toruń    | Ekstraliga     |
| 20             | 24 czerwca 2022  | For Nature Solutions Apator Toruń    | 56:34          | ZOOleszcz GKM Grudziądz              | Ekstraliga     |
| 21             | 5 maja 2023      | For Nature Solutions KS Apator Toruń | 52:38          | ZOOleszcz GKM Grudziądz              | Ekstraliga     |
| 22             | 18 czerwca 2023  | ZOOleszcz GKM Grudziądz              | 50:40          | For Nature Solutions KS Apator Toruń | Ekstraliga     |
| 23             | 26 maja 2024     | ZOOleszcz GKM Grudziądz              | 47:42          | KS Apator Toruń                      | Ekstraliga     |
| 24             | 4 sierpnia 2024  | KS Apator Toruń                      | 54:36          | ZOOleszcz GKM Grudziądz              | Ekstraliga     |
| 25             | 23 maja 2025     | PRES Grupa Deweloperska Toruń        | 52:38          | Bayersystem GKM Grudziądz            | Ekstraliga     |
| 26             | 22 czerwca 2025  | Bayersystem GKM Grudziądz            | 44:46          | PRES Grupa Deweloperska Toruń        | Ekstraliga     |

### Grudziądz – Gdańsk
- Spotkania: 28
- Zwycięstwa GKM-u Grudziądz: 8
- Zwycięstwa Wybrzeża Gdańsk: 18
- Remisy: 2

| Wyniki spotkań | Wyniki spotkań   | Wyniki spotkań                                                                       | Wyniki spotkań                                                                       | Wyniki spotkań                                                                       | Wyniki spotkań                  |
| Lp.            | Data             | Gospodarz                                                                            | Wynik                                                                                | Gość                                                                                 | Uwagi                           |
| -------------- | ---------------- | ------------------------------------------------------------------------------------ | ------------------------------------------------------------------------------------ | ------------------------------------------------------------------------------------ | ------------------------------- |
| –              | 6 czerwca 1948   | Trójmecz w Gdańsku – 1. Olimpia Grudziądz, 2. OM TUR Okęcie Warszawa, 3. GKM Gdańsk. | Trójmecz w Gdańsku – 1. Olimpia Grudziądz, 2. OM TUR Okęcie Warszawa, 3. GKM Gdańsk. | Trójmecz w Gdańsku – 1. Olimpia Grudziądz, 2. OM TUR Okęcie Warszawa, 3. GKM Gdańsk. | I liga                          |
| 1              | 8 kwietnia 1990  | GKM Grudziądz                                                                        | 46:44                                                                                | Wybrzeże Gdańsk                                                                      | II liga                         |
| 2              | 22 lipca 1990    | Wybrzeże Gdańsk                                                                      | 40:0                                                                                 | GKM Grudziądz                                                                        | II liga; GKM wycofał się z ligi |
| 3              | 26 czerwca 1991  | GKM Grudziądz                                                                        | 43:47                                                                                | Wybrzeże Gdańsk                                                                      | II liga                         |
| 4              | 1 września 1991  | Wybrzeże Gdańsk                                                                      | 66:24                                                                                | GKM Grudziądz                                                                        | II liga                         |
| 5              | 12 kwietnia 1993 | Wybrzeże Rafineria Gdańsk                                                            | 56:34                                                                                | GKM Grudziądz                                                                        | II liga                         |
| 6              | 26 września 1993 | GKM Grudziądz                                                                        | 45:45                                                                                | Wybrzeże Rafineria Gdańsk                                                            | II liga                         |
| 7              | 31 marca 1997    | Lotos Wybrzeże Gdańsk                                                                | 50:39                                                                                | Browary Bydgoskie GKM Grudziądz                                                      | II liga                         |
| 8              | 28 września 1997 | Browary Bydgoskie GKM Grudziądz                                                      | 57:33                                                                                | Lotos Wybrzeże Gdańsk                                                                | II liga                         |
| 9              | 5 kwietnia 1999  | Lotos Wybrzeże Gdańsk                                                                | 50:40                                                                                | Kuntersztyn Roleski Grudziądz                                                        | I liga                          |
| 10             | 5 września 1999  | Kuntersztyn Roleski Grudziądz                                                        | 49:39                                                                                | Lotos Wybrzeże Gdańsk                                                                | I liga                          |
| 11             | 1 kwietnia 2001  | Kuntersztyn quick-mix Grudziądz                                                      | 44:46                                                                                | Wybrzeże Gdańsk                                                                      | I liga                          |
| 12             | 5 sierpnia 2001  | Wybrzeże Gdańsk                                                                      | 63:27                                                                                | Kuntersztyn quick-mix Grudziądz                                                      | I liga                          |
| 13             | 28 marca 2004    | Kunter GTŻ Grudziądz                                                                 | 42:48                                                                                | Lotos Gdańsk                                                                         | I liga                          |
| 14             | 11 lipca 2004    | Lotos Gdańsk                                                                         | 58:32                                                                                | Kunter GTŻ Grudziądz                                                                 | I liga                          |
| 15             | 20 maja 2007     | GTŻ Grudziądz                                                                        | 48:41                                                                                | Lotos Gdańsk                                                                         | I liga                          |
| 16             | 27 maja 2007     | Lotos Gdańsk                                                                         | 57:35                                                                                | GTŻ Grudziądz                                                                        | I liga                          |
| 17             | 20 kwietnia 2008 | GTŻ Grudziądz                                                                        | 38:52                                                                                | Lotos Gdańsk                                                                         | I liga                          |
| 18             | 27 lipca 2008    | Lotos Gdańsk                                                                         | 55:35                                                                                | GTŻ Grudziądz                                                                        | I liga                          |
| 19             | 6 czerwca 2010   | Lotos Wybrzeże Gdańsk                                                                | 55:35                                                                                | GTŻ Grudziądz                                                                        | I liga                          |
| 20             | 18 czerwca 2010  | GTŻ Grudziądz                                                                        | 46:43                                                                                | Lotos Wybrzeże Gdańsk                                                                | I liga                          |
| 21             | 10 kwietnia 2011 | GTŻ Grudziądz                                                                        | 47:43                                                                                | Lotos Wybrzeże Gdańsk                                                                | I liga                          |
| 22             | 17 lipca 2011    | Lotos Wybrzeże Gdańsk                                                                | 45:44                                                                                | GTŻ Grudziądz                                                                        | I liga                          |
| 23             | 14 sierpnia 2011 | Lotos Wybrzeże Gdańsk                                                                | 57:32                                                                                | GTŻ Grudziądz                                                                        | I liga                          |
| 24             | 25 września 2011 | GTŻ Grudziądz                                                                        | 45:45                                                                                | Lotos Wybrzeże Gdańsk                                                                | I liga                          |
| 25             | 5 maja 2013      | GKM Grudziądz                                                                        | 42:48                                                                                | Renault Zdunek Wybrzeże Gdańsk                                                       | I liga                          |
| 26             | 2 czerwca 2013   | Renault Zdunek Wybrzeże Gdańsk                                                       | 43:47                                                                                | GKM Grudziądz                                                                        | I liga                          |
| 27             | 25 sierpnia 2013 | GKM Grudziądz                                                                        | 47:43                                                                                | Renault Zdunek Wybrzeże Gdańsk                                                       | I liga                          |
| 28             | 2 września 2013  | Renault Zdunek Wybrzeże Gdańsk                                                       | 59:31                                                                                | GKM Grudziądz                                                                        | I liga                          |